# ラティーフ・ジャースィム・アッ＝ドゥライミー
ラティーフ・ヌサイイフ・ジャースィム・アッ＝ドゥライミー（ﻟﻄﻴﻒ ﻧﺼﻴﻒ ﺟﺎﺳﻢ اﻟﺪﻟﻴﻤﻲ Latif Nusayyif 　al-Jasim al-Dulaymi）（1941年？〜）は、イラクの元政治家、バアス党幹部である。党軍事局副議長、党地域指導部メンバー、革命指導評議会メンバー。元文化情報大臣（1979～1991）。

## 経歴
1941年頃、バグダード県・ラシーディーヤで生まれる。
1979年7月のサッダーム・フセイン政権成立と共に、文化情報大臣に就任。政権の国民向けプロパガンダや言論統制、検閲を担当した。1982年に革命指導評議会（RCC）メンバー入り。また、イラン・イラク戦争終結後の1989年、サッダームが国民の不満を緩和するため、見せかけの「民主化」を実行した際、ジャースィムは文化情報相として、「報道自由化法案起草委員会」の委員長に任命されている。
1991年、湾岸戦争が開戦。いわゆる「戦時国際法」には無知だったらしく、アメリカ軍の戦闘機を撃墜して捕らえたパイロットはどうするのか、という外国記者からの質問に対してジャースィムは『両足を切断してやる』と答えた。それを隣で聞いていた文化情報副大臣のナージ・サブリーは慌てて、『両足を切断という意味はアラビア語で怒り心頭という意味だ』と取り繕うとしたが、ジャースィムは再び『足を切断してやる』と叫び、足を切るジェスチャーまで行ったという。
1993年9月に成立したアフマド・フセイン・フダイル内閣で、労働社会問題大臣として入閣し、1996年まで同大臣を務めた。
1994年に再度RCCメンバー入りし、その後、党地域指導部メンバーにも選出され、軍へのバアス党思想の教育や軍を監督するための機関でもある党軍事局の副議長に就任。このポストは、政権の核となる人物がなると言われる重要な要職である。
しかし、2003年4月、イラク戦争によりフセイン政権は崩壊。ジャースィムは同年6月23日、米軍によって拘束され、2008年に開かれたイラク高等法廷にジャースィムは被告人として出廷。1999年に政権に蜂起したシーア派住民を多数殺害された事件において、市民の強制追放を命じたとされ、2009年3月2日、高等法廷はジャースィムに禁固7年の判決を下している。
一方で、1980年代に旧政権が「アラブ化」政策のため、イラク北部に住むクルド人の強制移住に関与したとされる容疑については、法廷は09年8月2日、ジャースィムに証拠不十分として無罪判決を言い渡している。